# 水トさくら
もしかして
水卜さくら（みうらさくら）
※ 片仮名の「ト」ではなく占いを意味する漢字「卜」
ではありませんか?